# Rio Taiaçupeba
O rio Taiaçupeba é um rio brasileiro do estado de São Paulo. O rio alimenta uma represa, na região de Mogi das Cruzes, de mesmo nome, onde a Sabesp - empresa de saneamento paulista, realiza captação e tratamento de água para a região leste da Grande São Paulo.